# Gilles Ratier
Gilles Ratier, né le 11 octobre 1958 à Limoges (Haute-Vienne), est un écrivain et journaliste français, spécialisé dans le 9e art, actuellement chroniqueur et rédacteur en chef sur le site BDzoom.
Il a été secrétaire général de l'Association des critiques et des journalistes de bande dessinée et pendant 22 ans responsable d’une page hebdomadaire sur le 9e art dans le quotidien régional L’Écho du Centre (de 1998 à 2019).

## Biographie
Gilles Ratier naît le 11 octobre 1958 à Limoges.
Tout en exerçant son activité professionnelle de bibliothécaire à la Bibliothèque francophone multimédia de Limoges, il exerce dans la bande dessinée autour de trois activités principales : rédacteur dans des supports professionnels, conseiller artistique et journaliste.
De 1980 à 1985, il est le principal rédacteur du fanzine Dommage, qu'il a lui-même fondé. Cette revue est récompensée par le prix Alfred 1983 du meilleur fanzine au festival d'Angoulême. Depuis, il rédige également des bibliographies pour la collection de monographies des éditions Mosquito et pour le BDM Trésors de la bande dessinée, ainsi que des monographies ou d'importants dossiers d'introduction pour les éditions du Centre belge de la bande dessinée, Sangam, Dupuis, BD Must, Dargaud, Fordis, Le Coffre à BD ou Black & White.
Entre 1993 et 2000, le festival d'Angoulême fait régulièrement appel à lui pour la production d’expositions et la rédaction d’ouvrages.
Il est membre du jury des Alph’art en 1995 et il coréalise, pour le Centre national de la bande dessinée et de l'image, le documentaire consacré à Jean-Michel Charlier : d'ailleurs, de 2009 à 2013, il devient le responsable de la collection « Jean-Michel Charlier » qui rééditait les bandes dessinées introuvables de ce scénariste, aux éditions Sangam, écrit les dossiers d'introduction à l'intégrale de la série La Patrouille des Castors aux éditions Dupuis (2011-2017), de Barbe-Rouge  (2013-2015) et de Tanguy et Laverdure aux éditions Dargaud depuis 2014, ou de Thierry le chevalier, Michel Brazier, Guy Lebleu et Brice Bolt aux éditions Fordis (qui ont repris la « collection Jean-Michel Charlier ») depuis 2015. Il écrit l'ouvrage Jean-Michel Charlier vous raconte…  édité chez Le Castor astral, en 2013,,,. Membre de la commission bande dessinée du CNL de 2006 à 2008, il donne des conférences et participe à des débats sur le 9e art dans différents festivals : Aubenas, Bassillac, bd BOUM, Chambéry, Collonges-la-Rouge, Gradignan, Limoges, Mandelieu, Saint-Junien, Condat-sur-Vienne.
Gilles Ratier est aussi correspondant de presse pour La Nouvelle République du Centre-Ouest et la Charente libre et il participe à différents magazines sur la bande dessinée comme Hop !, L'Avis des bulles, PLG, Samizdat, Sapristi, Stripschrift, Rêve-en-Bulles, Bédéscope, Bachi-Bouzouk, BoDoï, Bandes dessinées Magazine, dBD, Bédéphile, etc. Il est également animateur et présentateur d'une émission de télévision mensuelle sur la bande dessinée sur la chaîne locale 7 à Limoges de 2010 à 2016.
Entre janvier 1998 et la fin 2019, il est responsable d’une page hebdomadaire sur le 9e art dans le quotidien régional L'Écho du Centre, tout en participant à plusieurs sites consacrés à la bande dessinée. Plus particulièrement au site BDzoom, où il est chroniqueur à partir de 2003, et dont il devient le rédacteur en chef de janvier 2011 à décembre 2017, puis de nouveau depuis le 1er janvier 2020.

### Le rapport Ratier
Pour le compte de l'Association des critiques et des journalistes de bande dessinée (ACBD), dont il est le secrétaire général pendant 23 ans de 1993 à 2016, il publie, pendant 16 ans (entre 2000 et 2016) un rapport sur la situation économique et éditoriale de la bande dessinée, lequel est repris par l’ensemble des médias : le rapport Ratier. Gilles Ratier est élu, le 1er janvier 2018, Personnalité BD de l'année 2017, par les membres de la rédaction du webzine ActuaBD,, après Catherine Meurisse, Marcel Gotlib et Albert Uderzo.

### Autres activités
En outre, il a été enseignant au C.A.F.B., puis au DEUST Métiers de la Culture, de 1984 à 2004,,.

## Publications

### Livres
- European Comics : another image éditions Festival international de la bande dessinée d'Angoulême, 1997
- Avant la case : histoire de la bande dessinée francophone du XXe siècle racontée par les scénaristes[14], éditions PLG, 2002, réédition augmentée aux éditions Sangam, 2005  (ISBN 9782952429306)
- Bob De Moor : Barelli au cœur de la ligne claire, éditions BD Must, 2011
- François Craenhals : Pom et Teddy, un cirque de papier, BD Must, 2012
- Bob De Moor : Monsieur Tric, BD Must, 2012
- Jean-Michel Charlier vous raconte…[5],[6],[22], éditions Le Castor astral, 2013  (ISBN 9782859209346)
- Le Chevalier blanc : les Funcken, hérauts du journal Tintin[23], BD Must, 2014
- Jari, Raymond Reding : "Jari c'est moi !", BD Must, 2014
- Tony Stark, l'aventure Zack, BD Must, 2022

### Ouvrages en collaboration
- Le Grand Vingtième, éditions Charente libre, 1993
- Loisel, une monographie, éditions Mosquito, 1993
- Schuiten et Peeters, autour des Cités Obscures , Mosquito, 1994
- Jean-Michel Charlier : un réacteur sous la plume, éditions Dargaud, 1995  (ISBN 9782205044119)
- Margerin, une monographie, Mosquito, 1995
- Juillard, une monographie[24], Mosquito, 1996  (ISBN 2908551136)
- La Fabrique Delcourt a dix ans, éditions Delcourt, 1996
- Hermann, une monographie, Mosquito, 1997
- Andreas, une monographie, Mosquito, coll. « Bulles dingues », 1997  (ISBN 9782908551174)
- Macherot, une monographie, Mosquito, 1998
- Boucq, une monographie, Mosquito, 1999
- Caza, une monographie[25], Mosquito, 2000  (ISBN 2-908551-37-3)
- Entretiens avec Edmond Baudoin, Mosquito, 2001
- Ferrandez, une monographie, Mosquito, 2005
- Yann et Conrad, une monographie[26], Mosquito, 2007
- Toppi, une monographie, Mosquito, 2007
- Lepage, une monographie, Mosquito, 2008  (ISBN 9782352830122)
- Lax, une monographie, Mosquito, 2009  (ISBN 9782352830344)
- Derib sous l’œil de Jijé et Franquin, Mosquito, 2011
- Marc Wasterlain, une monographie, éditions Mosquito, 2012  (ISBN 9782352830696)
- Au-delà de la BanDe ! : comment le festival a changé Angoulême !, éditions Entrez dans la Bande, 2012

Gilles Ratier en public
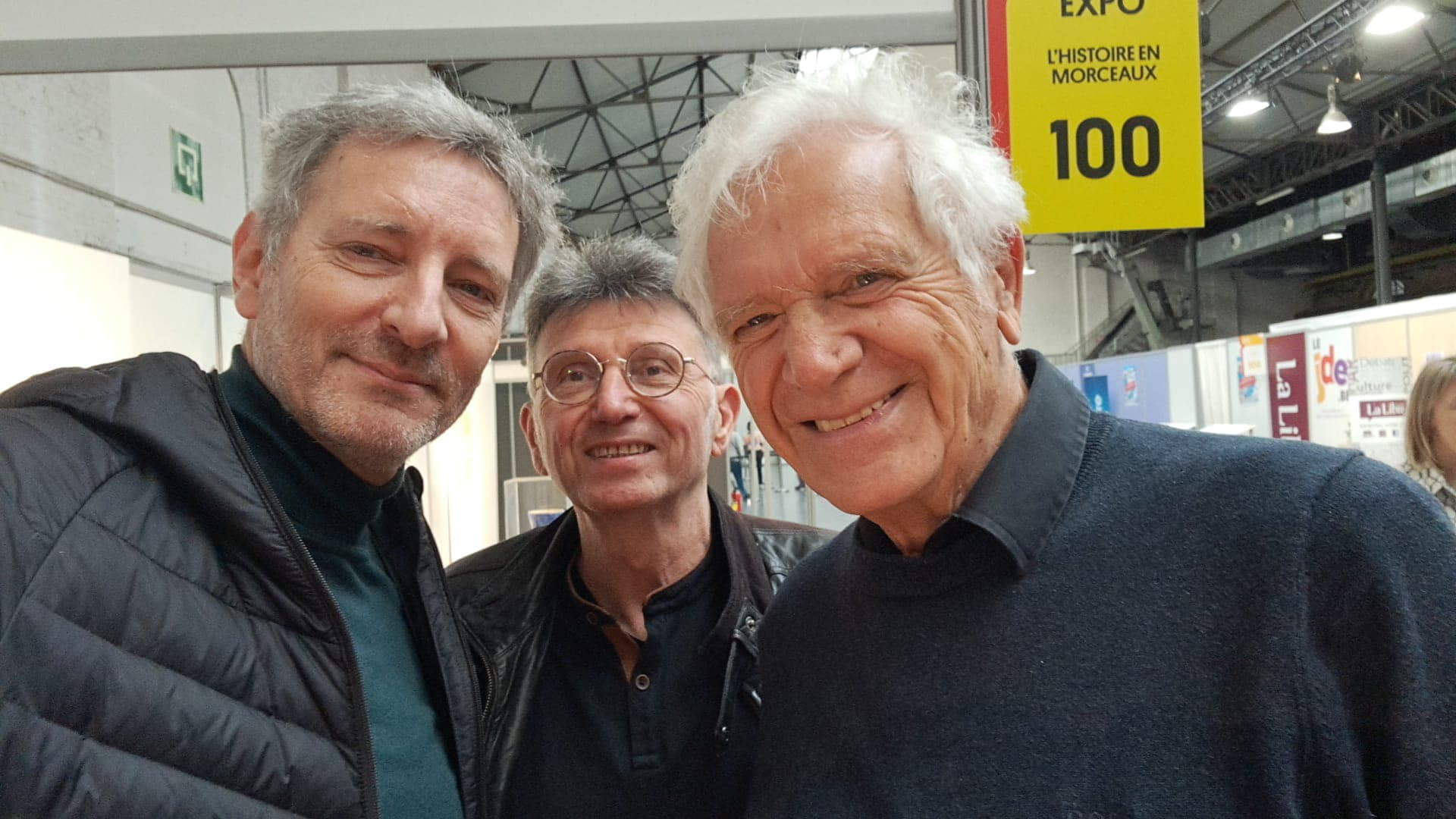
Stefaan De Moor (à gauche), Gilles Ratier (au centre), Dany (à droite) à la Foire du livre de Bruxelles en avril 2024.
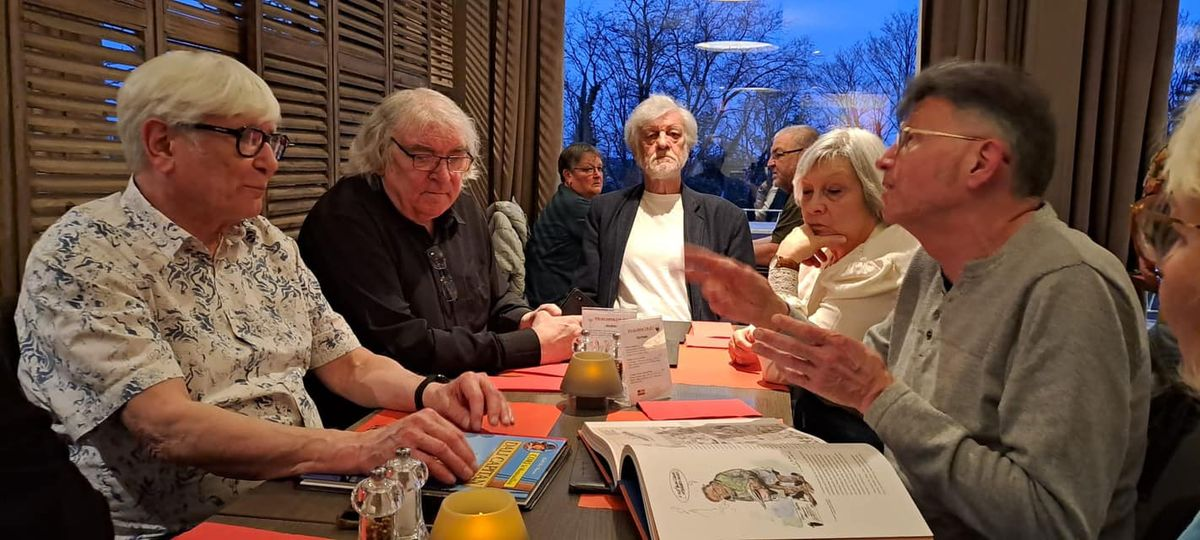
De gauche à droite : Johan De Moor, Dirk De Moor, Chris De Moor et sa compagne, et Gilles Ratier à Bruxelles en avril 2024.
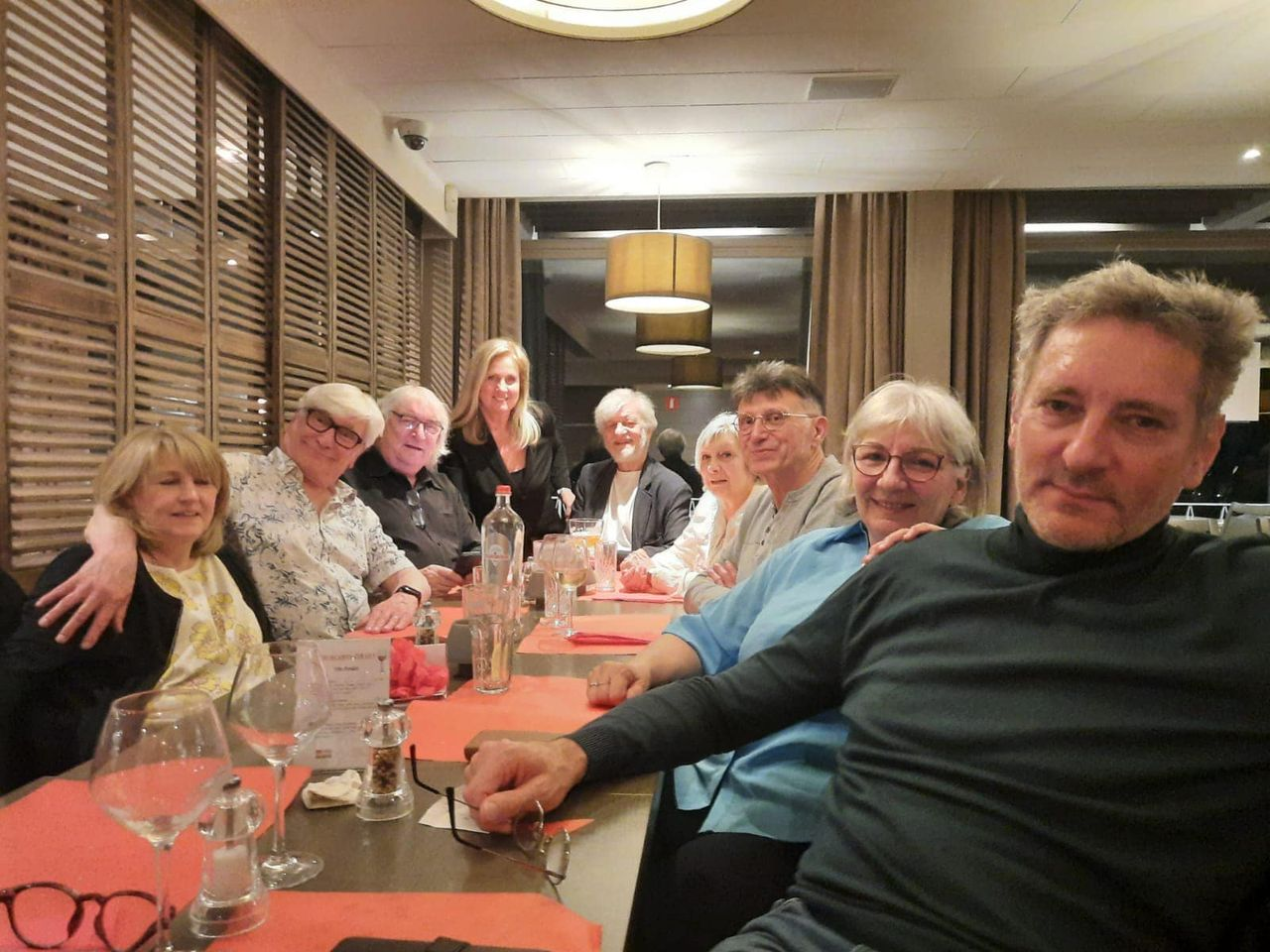
De gauche à droite : la compagne de Johan De Moor, Johan De Moor, Dirk De Moor, la compagne de Stefaan De Moor, Chris De Moor et sa compagne, Gilles Ratier, Annemie De Moor et Stefaan De Moor, à Bruxelles en avril 2024.
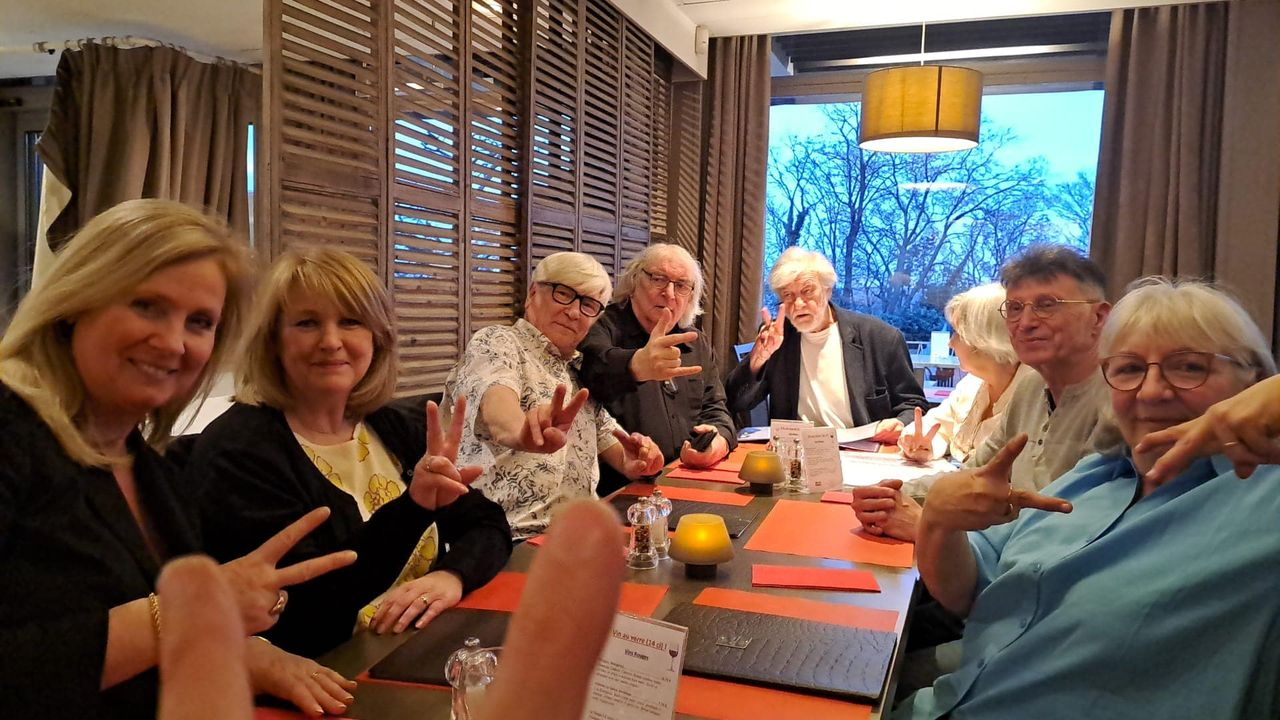
Dans le fonds : Johan De Moor, Dirk De Moor, Chris De Moor et sa compagne ; À droite : Gilles Ratier et Annemie De Moor, à Bruxelles en avril 2024.